# Nada Dimić
Nada Dimić (Divoselo, 1923. szeptember 6. – Jasenovaci koncentrációs tábor, 1942. március 23.) jugoszláv partizánlány, a nemzeti felszabadító háború résztvevője, Jugoszlávia nemzeti hőse.

## Élete és pályafutása
1923. szeptember 6-án született Likában, a Gospić mellett Divoseloban. Édesapja, Todor Dimić az észak-dalmáciai Ravni kotariban fekvő Ostrovica faluból, szegény paraszti családból származott, ezért 1904-ben sok honfitársával Amerikába ment munkát keresni. Szülei, különösen édesapja, Marko Dimić meghívására 1908-ban hazatért szülőföldjére, hogy megnősüljön. Nem sokkal visszatérése után feleségül vette a divoseloi Sara Potkonjakot, és a Klisben lévő házába költözött, ahol édesanyjával, Masával együtt együtt.
Todor és Sara Dimićnek nyolc gyermeke volt, aki közül Nada sorban hetedikként jött a világra. A család egy kis telken mezőgazdaságból élt. Nada édesapja szorgalmas, haladó gondolkodású gazda volt, aki rengeteg mezőgazdasági szakirodalmat olvasott, és minden új ismeretet munkájában is alkalmazott. Térségében az elsők között kezdett takarmányrépa termesztésbe, új mezőgazdasági eszközöket, vetőmagot, műtrágyát, stb. vásárolt. Ahogy nőttek a gyerekek, úgy nőttek a család anyagi szükségletei. A szülők iskoláztatni akarták gyermekeiket, de ehhez pénzre volt szükségük, hogy ezt az elképzelést sikerre vigyék. Az apa először eladott néhány rétet, majd 1928-ban Sziszekre ment, ahol a szeszgyárban dolgozott.
Miután Todor Sziszekre távozott, felesége Sara, édesanyja, Mása segítségével gondoskodott a családról. Nada az általános iskola elvégzése után Gospićban kezdte meg középiskolai tanulmányait, majd Zimonyba költözött. A belgrádi Kereskedelmi Akadémia hallgatójaként 1938-ban a Jugoszláviai Kommunista Ifjúsági Szövetség (SKOJ) tagja lett. Nagyon aktív mozgalmi tevékenységet végzett, részt vett a belgrádi ifjúsági és munkástüntetéseken 1939-ben és 1940-ben. Egy irodalmi mű után, amelyet az iskola vezetése ellen írt letartóztatták, majd kizárták az iskolából, és Jugoszlávia összes középiskolájából kitiltották.
Az iskola befejezése után, bár még fiatal lány volt, forradalmi munkának szentelte magát és belépett a Jugoszláv Kommunista Pártba (KPJ). 1940 végén Sziszekre költözött, ahol folytatta forradalmi munkáját. Jugoszlávia megszállása után, 1941 júniusában részt vett az első horvátországi partizánosztag, a sziszeki partizánkülönítmény megalakításában, amelyben futárként szolgált. Dolgozott a Horvátországi Kommunista Párt (KPH) Sziszeki Kerületi Bizottságában is. 1941. július végén magát férfinak álcázva újra Sziszekre ment, hogy helyreállítsa a bizottság és a városi pártszervezet közötti megszakadt kapcsolatot, de ekkor letartóztatták.
A zágrábi szállítás során a megszerzett gyógyszerekkel megmérgezte magát, ezért kórházba szállították. A zágrábi pártszervezet és a partizánokkal szimpatizáns orvosok segítségével a kórházból sikerült megszöknie, és 1941 szeptemberében Petrova Gorába ment. Onnan a megszállt Károlyvárosba küldték illegális munkára. Először a SKOJ Kerületi Bizottságában, majd a KPH Karlovac Kerületi Bizottságában tevékenykedett, ahol együttműködött ismert forradalmárokkal és a Horvát Kommunista Párt Központi Bizottságának tagjaival, Josip Krašsal és Ivan Marinkovićcsal.
Számos partizánakcióban vett részt, és kiemelt szerepe volt a károlyvárosi pártkapcsolatok fenntartásában a zágrábi pártvezetéssel és a Petrova Gora partizánokkal. Jelentős szerepet játszott az 1941 novemberi károlyvárosi partizánakció megszervezésében, amellyel megpróbálták kiszabadítani a letartóztatott Marijan Čavićot a kórházból. 1941. december 3-án tartóztatták le Károlyvárosban, de eközben egy ügynököt megölt, egy másikat pedig megsebesített. Először Károlyvárosban zárták be, majd Zágrábba, a Savska cesta hírhedt börtönébe szállították.
A nyomozás során rettenetesen megkínozták, de nem akart bevallani semmit, még a valódi nevét sem árulta el, ezért mindenhol „Ankica Vinek” néven szerepelt, ami illegális neve volt.
Megkínozva és betegen 1942 februárjában a jasenovaci táborkomplexumhoz tartozó  ógradiskai táborba szállították, ahol 1942. március 21-én kiütéses tífuszban halt meg.1951. július 5-én a nemzetgyűlés elnöksége rendelettel Jugoszlávia nemzeti hősévé nyilvánította.

## Fordítás
Ez a szócikk részben vagy egészben  a(z)   Нада Димић című szerb Wikipédia-szócikk ezen változatának fordításán alapul.  Az eredeti cikk szerkesztőit annak laptörténete sorolja fel. Ez a jelzés csupán a megfogalmazás eredetét és a szerzői jogokat jelzi, nem szolgál a cikkben szereplő információk forrásmegjelöléseként.